# Junges Vokalensemble Hannover
Das Junge Vokalensemble Hannover ist ein semiprofessioneller gemischter Chor aus Hannover. Es wurde 1981 von Klaus-Jürgen Etzold gegründet und wird bis heute von ihm geleitet. Der Chor wurde vielfach mit internationalen Preisen ausgezeichnet und gilt heute als eines der renommiertesten Ensembles seiner Art in Deutschland.
Neben weltlicher und geistlicher A-cappella-Musik des 15. bis 21. Jahrhunderts singt das Ensemble auch Werke mit Orchester, wie Messen und Oratorien. Einen Arbeitsschwerpunkt bildet die Beschäftigung mit unbekannter A-cappella-Literatur des 20. und 21. Jahrhunderts, darunter auch Uraufführungen zeitgenössischer Werke. 
Bislang hat das Junge Vokalensemble Hannover sechzehn CDs eingespielt und wurde seit 1988 mehrfach vom Norddeutschen Rundfunk als Gastchor zu verschiedenen Produktionen eingeladen. Der Chor wird regelmäßig von führenden Chorverbänden und Dirigenten für Workshops und Meisterkurse verpflichtet.
Regelmäßige Konzerte in ganz Deutschland und viele Gastspielreisen prägen die Arbeit des Chors. Durch den Austausch mit anderen Chören und den Besuch von Wettbewerben und Festivals erhalten die Chormitglieder die Möglichkeit, neue Werke und interessante Chöre kennenzulernen und deutsche Chortraditionen weiterzugeben. Neben zahlreichen Fahrten ins europäische Ausland reiste der Chor u. a. nach Ägypten, Israel, Mexiko, Venezuela, China, Türkei, Philippinen, Singapur, USA und Südafrika.

## Auszeichnungen
- 1990: 2. Preis beim „International Eisteddfod“ in Middlesbrough, England
- 1994: 2. Preis beim Internationalen Chorwettbewerb in Riva del Garda, Italien
- 1995: 1. Preis beim „International Eisteddfod“ in Llangollen, Wales
- 1997: 2. Preis beim Internationalen Chorwettbewerb in Budapest
- 1997: 3. Preis beim 5. Internationalen Kammerchorwettbewerb in Marktoberdorf
- 1998: 2. Preis und Heinrich-Schütz-Preis beim Internationalen Chorwettbewerb in Cork, Irland
- 2001: 2. Preis beim 38. Internationalen Chorwettbewerb in Spittal, Österreich
- 2002: 2. Preis und Sonderpreis für zeitgenössische Musik im 6. Deutschen Chorwettbewerb in Osnabrück
- 2006: 1. Preis sowie 2 Sonderpreise im 52. internationalen Habanera-Wettbewerb in Torrevieja, Spanien
- 2007: 3. Preis im internationalen Rundfunk-Chorwettbewerb „Let the Peoples Sing“ in Wuppertal
- 2008: 2. Preis beim internationalen Chorfestival „Julio Villarroel“ in Porlamar, Venezuela
- 2010: 1. Preis beim internationalen Chorwettbewerb in Panyu, China
- 2010: ECHO Klassik für die CD „Glaubenslieder“, gemeinsam mit weiteren acht Chören aus Hannover
- 2011: drei Preise beim internationalen Chorwettbewerb „Tallinn 2011“ in Tallinn, Estland
- 2012: 1. Preis beim Festival Internacional de Coros Julio Villarroel in Venezuela
- 2015: 1. Preis beim Montreux Choral Festival in der Schweiz
- 2017: 1. Preis beim Internationalen Chorwettbewerb in Preveza/Griechenland

## Diskographie
- Johann Sebastian Bach: Messe in h-Moll (Live-Mitschnitt, 1996, vergriffen)
- Chorographie (diverse A-cappella-Werke, 1995)
- Skandinavische Chormusik (2000, im Carus-Verlag)
- Johannes Brahms: Ein deutsches Requiem (Live-Mitschnitt, 2003)
- Klangwelten (diverse A-cappella-Werke, 2004)
- Wolfgang Amadeus Mozart: Requiem (Live-Mitschnitt, 2007)
- Chorissimo (Mitwirkung, 2008, im Carus-Verlag)
- The Herald Angels Sing (Weihnachtslieder, 2009, im Carus-Verlag)
- Glaubenslieder (2009, gemeinsam mit weiteren acht Chören aus Hannover, bei Rondeau Production)
- Felix Mendelssohn Bartholdy: Paulus (Live-Mitschnitt, 2010)
- Carl Orff: Carmina Burana (Konzertmitschnitt vom 31. Oktober 2010 aus dem Concertgebouw Amsterdam)
- Hope, Faith, Life, Love – Chormusik von Eric Whitacre (2012, bei Rondeau Production)
- Johann Sebastian Bach: Matthäus-Passion (Live-Mitschnitt, 2012)
- Perspektiven Highlights aus dem Repertoire der Jahre 2006–2013, in Kooperation mit NDR 1 Niedersachsen
- Duke Ellington: Sacred Concerts (2016, Konzertmitschnitt aus dem Gut Wienebüttel, gemeinsam mit der Big Band Fette Hupe) bei Rondeau Production
- Felix Mendelssohn Bartholdy: Elias (2017, Konzertmitschnitt aus der Markuskirche Hannover, Mitglieder der NDR Radiophilharmonie Hannover)